# 체티나강

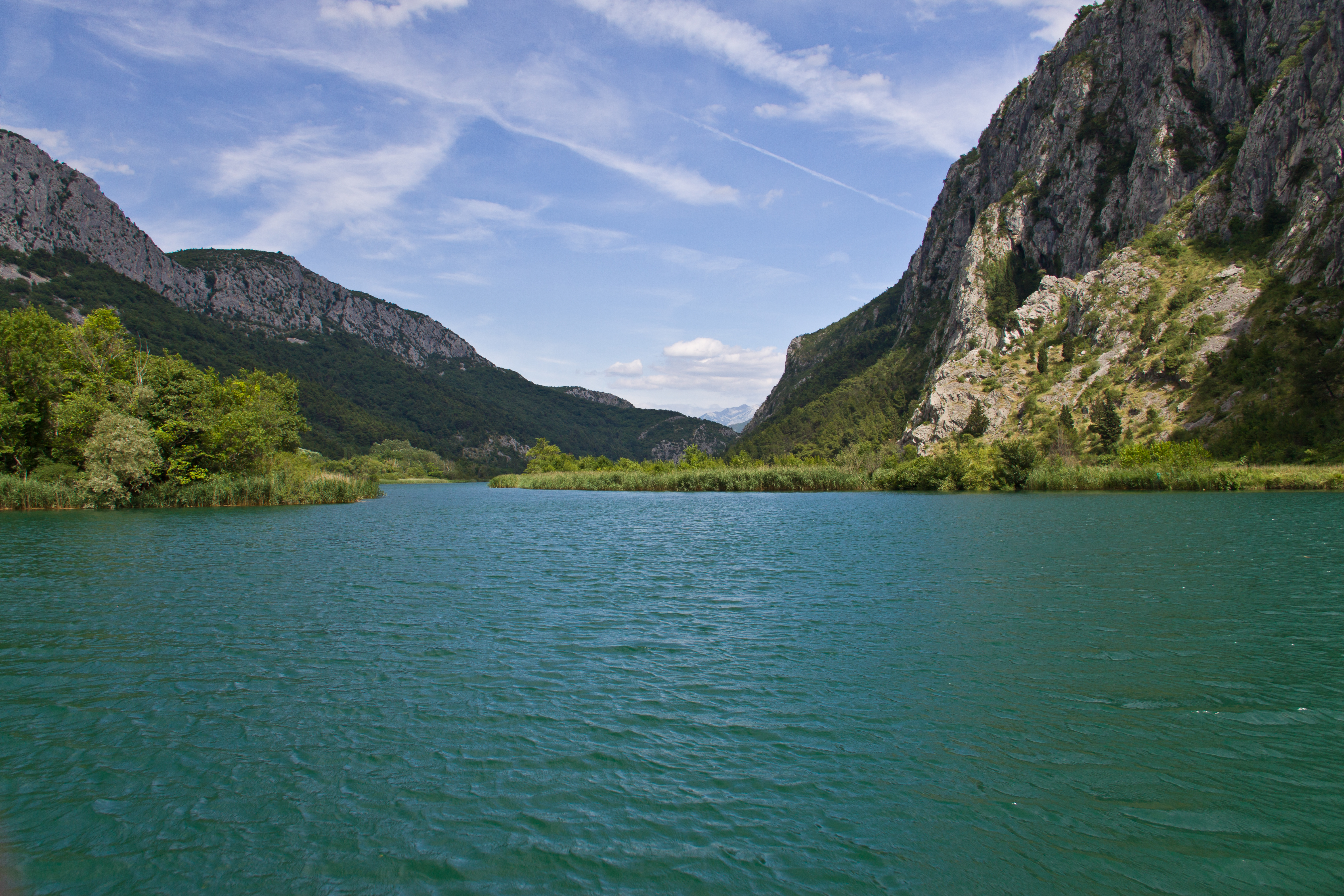
체티나강

체티나강(크로아티아어: Cetina)은 크로아티아 남부의 강으로 길이는 101km, 유역 면적은 1,463km2이다. 디나라산의 북서쪽 기슭에서 발원하여 아드리아해와 합류한다.